# Potosia
Potosia é um género botânico pertencente à família das orquídeas (Orchidaceae).